# Tata Motors
Tata Motors este o companie producătoare de automobile și autovehicule din India.
Compania deține 60% din piața de camioane și autobuze din India, a cincea piață, ca mărime, din lume.
Este membru al Tata Group, unul dintre liderii extinderii afacerilor companiilor indiene în afara pieței interne.
În anul fiscal 2005-2006, Tata Motors a înregistrat venituri de circa 5,5 miliarde de dolari.
În anul 2004, Tata Motors a cumpărat divizia de vehicule comerciale a grupului Daewoo din Coreea de Sud, pentru 102 milioane dolari,
aceasta fiind numărul 2 ca producție de camioane în Coreea de Sud.
În anul 2005 compania Tata Motors a fuzionat cu Grupul Fiat pentru a produce atât automobile Fiat, cât și Tata, de asemenea, preluând distribuția de automobile Fiat în India.
Tata Motors mai deține, din anul 2005, 21% din Hispano Carrocera, o mare companie ce produce autobuze din Spania.
În anul 2006, a fost fondată o întreprindere comună cu firma Marcopolo, firmă ce are origine braziliană.
În anul 2008, a achiziționat mărcile Jaguar și Land Rover, pentru 2,3 miliarde dolari, de la Ford,
având un foarte mare impact asupra pieței auto.
Număr de angajați în 2011: 23.000